# ジョン・ウィルキンソン (1979年生のサッカー選手)
ジョン・コルブリッジ・ウィルキンソン（英語: John Colbridge Wilkinson、1979年8月24日 - ）は、イングランド出身でシンガポールに帰化した元サッカー選手。元シンガポール代表。ポジションはMF。

## クラブ歴
イングランドのエクセターに生まれ、1995年にエクセター・シティFCで選手となった。2001年にティヴァートン・タウンFCに移籍した。
2002年にSリーグのウッドランド・ウェリントンFCに加入。2005年にゲイラン・ユナイテッドFCに移籍した。2006年にシンガポール・アームド・フォーシズFCに移籍するとSリーグを4連覇、シンガポール・カップも2007年と2008年に連覇をはたした。また、AFCチャンピオンズリーグ2009にはシンガポール勢としては初めて出場し、上海申花から得点を奪い、シンガポールのクラブがAFCチャンピオンズリーグで奪った初得点を彼は記録した。
その後、SAFFCからの三年契約を断り、2011年1月にタイ・プレミアリーグに所属するポリス・ユナイテッドFCに2年契約で加入。外国人選手としては初めてタイ・プレミアリーグで主将を務めた人物となった。しかし、契約満了まで同クラブに居る事はなく、2012年はシンガポールに戻りホーム・ユナイテッドに加入した。
2013年1月にはIリーグのサルガオカーFCに2012-13シーズンの終了までの半年の契約で移籍。6月6日にはタンジョン・パガー・ユナイテッドFCに移籍し、16番の背番号をつけた。

## 代表歴

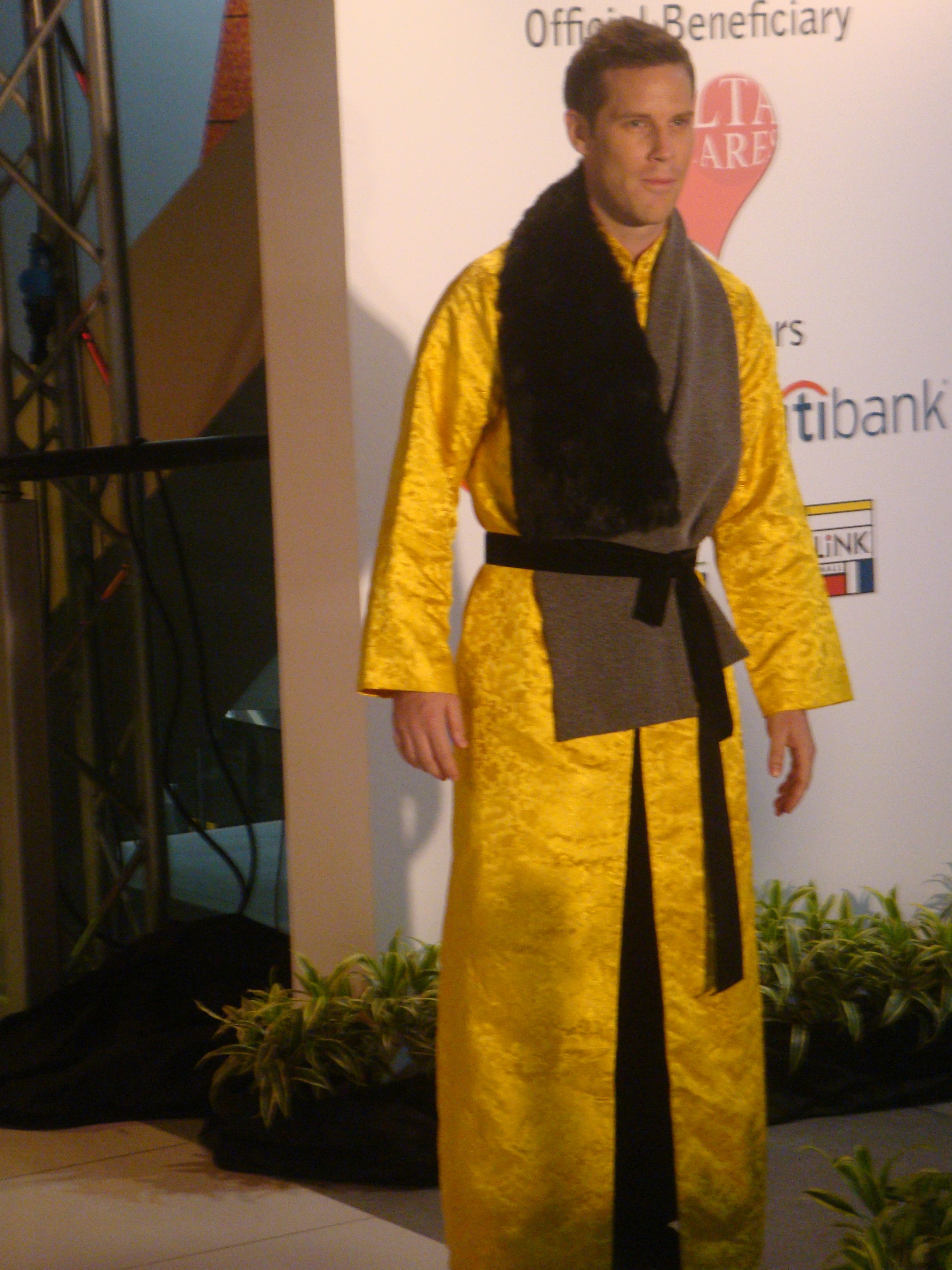
Circle Line Stage 1 & 2 Open Houseにて

シンガポール人と結婚したため、シンガポール国籍を取得、これによってシンガポール代表での出場が可能となった。
朝鮮民主主義人民共和国代表、サウジアラビア代表、オーストラリア代表との親善試合に臨むメンバーに選出され、代表初選出となると、2007年6月24日の朝鮮民主主義人民共和国代表戦で後半から出場し代表初出場を飾った。彼はこの試合でアシストを決めた。代表初得点は同年9月12日のアラブ首長国連邦代表戦であった。
その後、2010 FIFAワールドカップ・アジア1次予選のパレスチナ代表戦や2010 FIFAワールドカップ・アジア3次予選のウズベキスタン代表戦で得点を決めた。代表での最終出場は2010年8月11日のタイ王国代表戦となった。

## 個人成績
代表での得点一覧
| #  | 日附          | 場所                                                         | 対戦相手         | 得点 | 結果 | 大会                                   |
| -- | ------------- | ------------------------------------------------------------ | ---------------- | ---- | ---- | -------------------------------------- |
| 1. | 2007年9月12日 | シンガポール・ジュロン・ウェスト・スタジアム                 | アラブ首長国連邦 | 1-0  | 1-1  | 親善試合                               |
| 2. | 2007年10月8日 | ドーハ・アフメド・ビン＝アリー・スタジアム                   | パレスチナ       | 0-3  | 0-4  | 2010 FIFAワールドカップ・アジア1次予選 |
| 3. | 2008年6月2日  | シンガポール・シンガポール・ナショナルスタジアム             | ウズベキスタン   | 3-6  | 3-7  | 2010 FIFAワールドカップ・アジア3次予選 |
| 4. | 2008年6月22日 | ベイルート・カミール・シャムーン・スポーツシティ・スタジアム | レバノン         | 1-2  | 1-2  | 2010 FIFAワールドカップ・アジア3次予選 |

## タイトル
シンガポール・アームド・フォーシズ
- Sリーグ: 2006, 2007, 2008, 2009
- シンガポール・カップ: 2007, 2008